# Персі Ліза
Карлос Персі Ліза Еспіноза (ісп. Carlos Percy Liza Espinoza; нар. 10 квітня 2000, Чимботе, Анкаш, Перу) — професійний футболіст, нападник португальського клубу Марітіму на правах трансферу від перуанського клубу Спортінг Крістал.

## Ранні роки
Карлос Персі Ліза Еспіноза народився в місті Чимботе в регіоні Анкаш в Перу. Ріс у християнській сім'ї.

## Клубна кар'єра

### Спортінг Крістал
В 17 років переїхав до столиці Перу — Ліми, де його взяв під свою опіку клуб «Спортінг Крістал». Отримав швидке підвищення в резервній команді, добре показавши себе в молодіжній футбольній лізі Перу в 2018 році. Офіційно дебютував у основній команді у квітні 2019 року у віці 18 років. Через схильність до травм на початку своєї кар'єри провів наступний сезон у резервній команді. Наступного року зарекомендував себе як один з основних гравців клубу, вигравши в складі клубу свій перший титул чемпіона вищої ліги Перу у сезоні 2020 року. В наступному сезоні в складі клубу йому вдалося виграти Апертуру та Кубок Двохсотріччя з футболу 2021.

## Статистика
Станом на 4 травня 2022 року
| Клуб             | Сезон            | Чемпіонат Перу   | Чемпіонат Перу | Чемпіонат Перу | Кубок Перу | Кубок Перу | Міжконтинентальний кубок | Міжконтинентальний кубок | Всього | Всього |
| Клуб             | Сезон            | Ліга             | Появи          | Голи           | Появи      | Голи       | Появи                    | Голи                     | Появи  | Голи   |
| ---------------- | ---------------- | ---------------- | -------------- | -------------- | ---------- | ---------- | ------------------------ | ------------------------ | ------ | ------ |
| Спортінг Крістал | 2019             | Прімера Дивізіон | 2              | 0              | -          | -          | 1                        | 0                        | 3      | 0      |
| Спортінг Крістал | 2020             | Прімера Дивізіон | 8              | 2              | -          | -          | -                        | -                        | 8      | 2      |
| Спортінг Крістал | 2021             | Прімера Дивізіон | 23             | 6              | 3          | 2          | 5                        | 0                        | 31     | 8      |
| Спортінг Крістал | 2022             | Прімера Дивізіон | 9              | 2              | -          | -          | 4                        | 1                        | 13     | 3      |
| Спортінг Крістал | Всього           | Всього           | 42             | 10             | 3          | 2          | 10                       | 0                        | 55     | 13     |
| Всього в кар'єрі | Всього в кар'єрі | Всього в кар'єрі | 42             | 10             | 3          | 2          | 10                       | 0                        | 55     | 13     |

## Нагороди
Спортінг Крістал
- Прімера Дивізіон: 2020
- Кубок Двохсотріччя: 2021
- Апертура: 2021